# Аптекарша (фильм, 1964)
«Аптекарша» — советский короткометражный чёрно-белый фильм 1964 года, дебютный фильм — курсовая работа студента третьего курса ВГИКа режиссёра Станислава Говорухина, экранизация одноимённого рассказа А. П. Чехова.

## Сюжет
22-минутная чёрно-белая лента, экранизация чеховского рассказа, не получила широкой известности, хотя является прекрасной короткометражкой, рассказывающей о стремлении людей обрести недостижимое.
Заштатный городишко. Ночь. Но не спит молодая жена пожилого провизора Черномордика, хозяина аптеки. Она пытается уснуть, но сон не идёт. Вдруг в ночной тишине раздаются шаги и за окном показываются две фигуры в белых офицерских кителях. В аптеке раздаётся звонок, и аптекарша открывает дверь офицерам. Молодой поручик Обтёсов заказывает мятных лепёшек на 15 копеек. А более опытный доктор затевает непринуждённую беседу…

## В ролях
| Актёр             | Роль                  |
| ----------------- | --------------------- |
| Тамара Совчи      | аптекарша             |
| Александр Январёв | Обтёсов, поручик      |
| Борис Иванов      | доктор                |
| Юрий Катин-Ярцев  | Черномордик, аптекарь |

## О фильме
Курсовая работа ВГИК студента третьего курса режиссёра Станислава Говорухина (мастерская Я. А. Сегеля) и операторов В. Шувалова и Н. Ильчука (мастерская Л. В. Косматова). Исполнители главных ролей в фильме — Александр Январёв и Тамара Совчи были на тот момент тоже ещё студентами ВГИКа, это одна из первых их киноролей.
Короткометражка является фактически дебютной режиссёрской и сценарной работой Говорухина, свой первый полнометражный фильм он снял в 1967 году — «Вертикаль».
В 2013 году на «Кинотавре», объявляя о завершении карьеры, Станислав Говорухин представил зрителям эту свою курсовую работу, снятую 50 лет назад, при этом сам же ругал свою картину:

Мой первый фильм, курсовая работа студента третьего курса. Я, было, забыл о нём. Но недавно мне подарили диск: «Первые фильмы известных режиссёров». Там, в очень хорошей компании (Рустам Хамдамов, Андрей Тарковский) — и я с «Аптекаршей». Посмотрел. Стыдиться нечего, не хуже двух других фильмов.

— Станислав Сергеевич, вы сказали, что «Аптекарша», кроме чувства неловкости, у вас ничего не вызывает — почему?

— Да потому что этот фильм можно показывать студентам как пример того, как не надо снимать кино. Идёт он 22 минуты, а вся история минут на 8. Все переигрывают. Абсолютно неправильная работа, и если всё это ещё можно простить, то отсутствие юмора — никогда. Юмора в этой картине нет, а в рассказе Чехова есть. Перечитайте, там где-то и улыбнуться можно. Короче, анекдот про двух мышей, которые грызут плёнку в архиве, слышали? Одна другую спрашивает: «Ну и как?» «Сценарий был лучше», — отвечает другая.